# Mostownica (polana)
Polana Mostownica – polana w Gorcach. Rozciąga się na głównym grzbiecie Mostownicy na wysokości 1150 – 1244 m. Zajmuje obszar 16 ha.
Polana należała zawsze do gospodarzy z Koniny. W końcu XVIII w. miała trzech współwłaścicieli, w latach 70. XX w. – siedmiu. Była polaną kośną – zbierano z niej rocznie ok. 40 fur siana. Cały teren był systematycznie nawożony odchodami koszarowanych tu owiec, które wypasano w okolicznych lasach, zaś po sianokosach – i na samej polanie. Zachowało się tu jeszcze kilka ostatnich szop gospodarczych.
Mostownica była ostatnią wytworzoną w Gorcach polaną. Zachował się na niej stylowy szałas. Porasta ją uboga bliźniczka psia trawka, wiosną masowo zakwitają na niej krokusy. Polana znajduje się na obszarze Gorczańskiego Parku Narodowego, w granicach wsi Konina, w województwie małopolskim, w powiecie limanowskim, w gminie Niedźwiedź.

## Szlaki turystyki pieszej
przełęcz Przysłop – Pod Jaworzynką – Podskały – Adamówka – Gorc Troszacki – Kudłoń – Pustak – Przysłopek – przełęcz Borek – Hala Turbacz – Turbacz. Odległość 11,4 km, suma podejść 810 m, suma zejść 470 m, czas przejścia 3 godz. 35 min, z powrotem 3 godz.
Szlak przebiega południowymi stokami grzbietu Mostownicy. Sama polana nie jest dostępna znakowanymi szlakami turystycznymi.

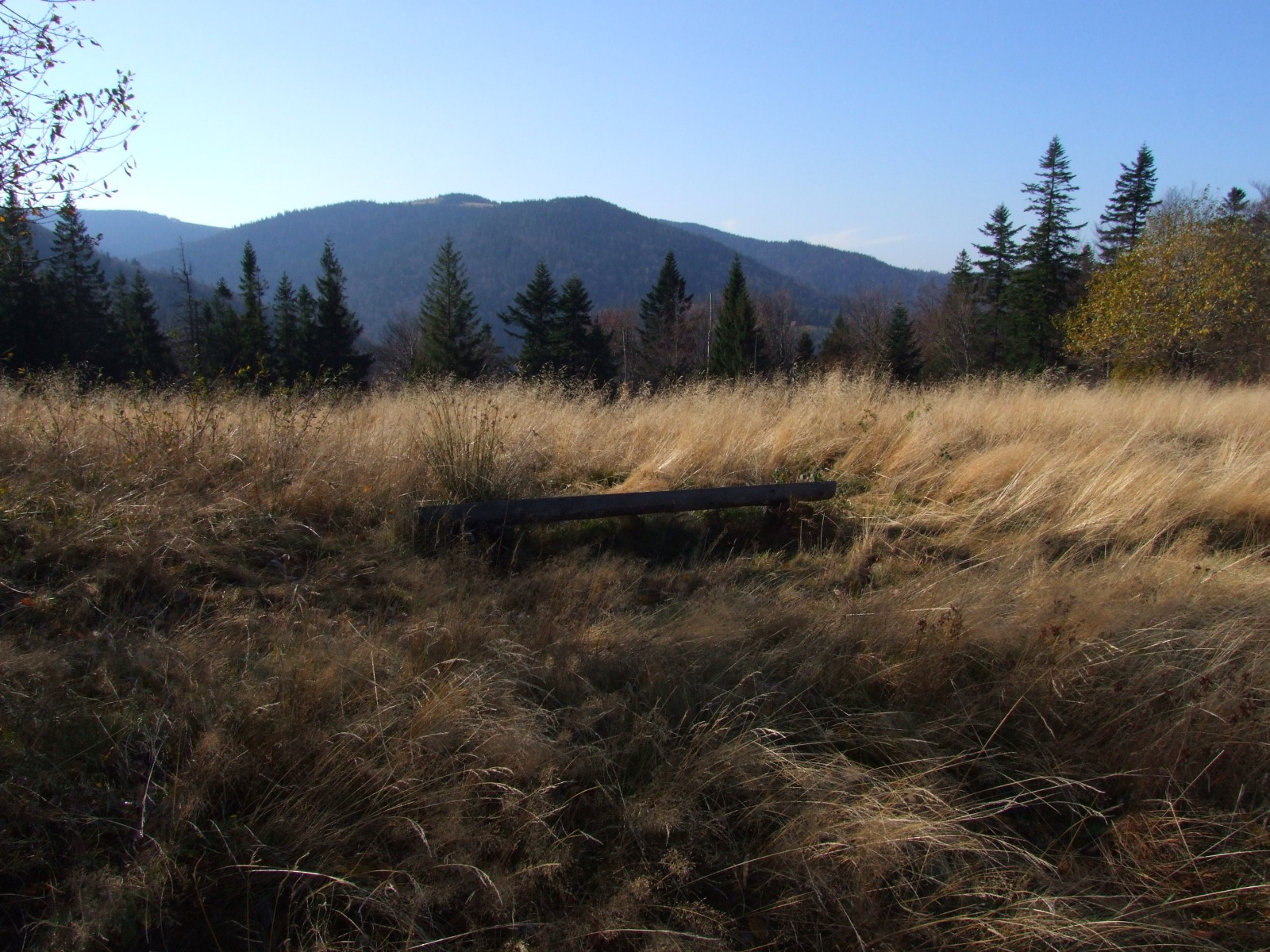
Widok z Figurek Niżnych na Mostownicę